# مجموعات وعناقيد المجرات

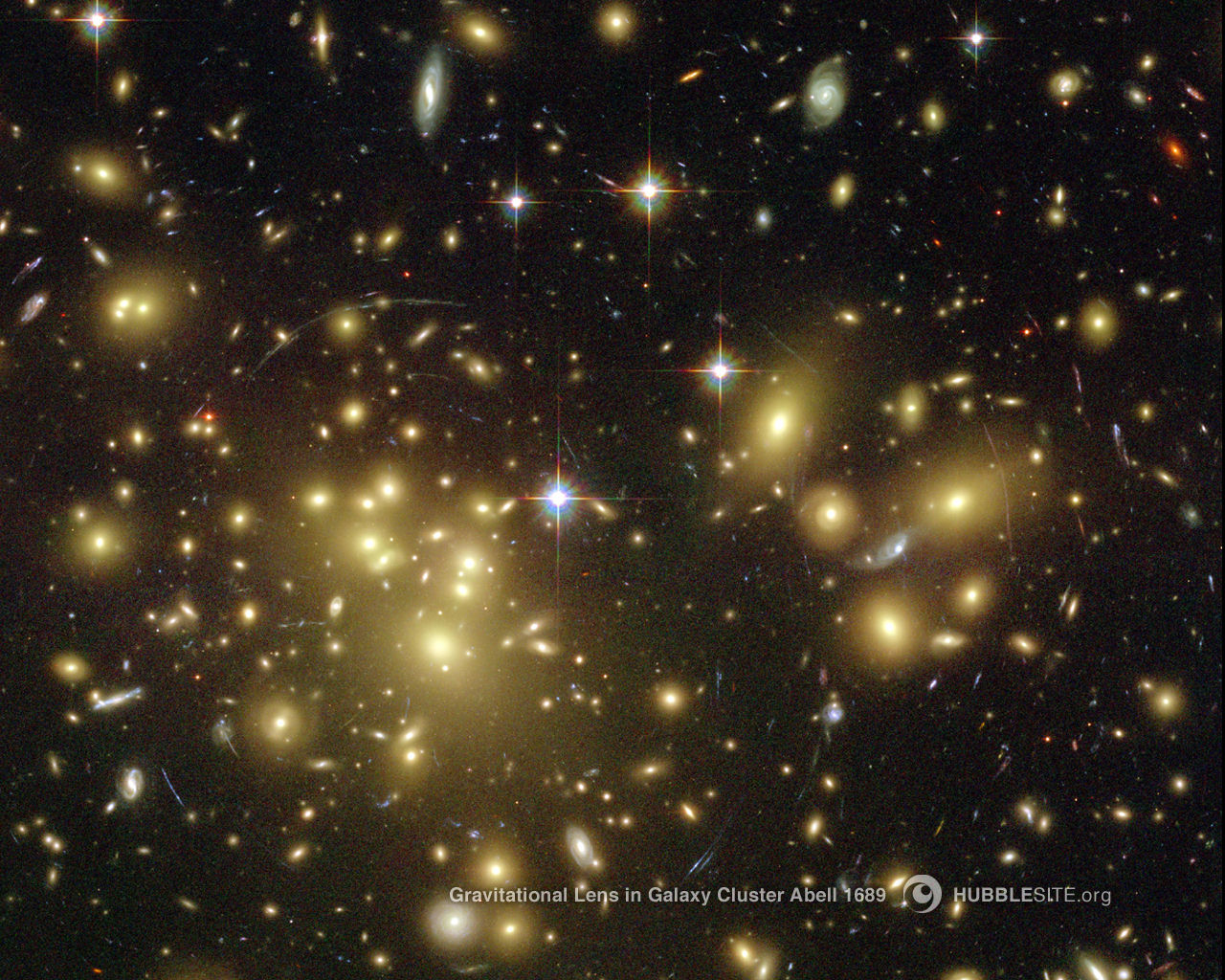
عناقيد مجرية

مجموعات المجرات أو عناقيد المجرات هي تجمعات للمجرات تتكون من نحو 50 مجرة، منها المجموعة المحلية التي تتبعها مجرتنا، وتتبع مجموعتنا المحلية مجموعة من المجرات.
ويجب التفرقة بين العنقود المجري ومجموعة المجرات لأن العنقود المجري هو وصف في علم الفلك يعتبر أكبر بكثير من مجموعات المجرات. وكذلك يجب عدم الخلط بينها وبين العناقيد النجمية والتي توجد عالقة في بعض المجرات. حيث يبلغ حجم العنقود النجمي نحوا من ألف سنة ضوئية. أما مجموعتنا المحلية فيبلغ قطرها نحو 20 مليون سنة ضوئية. كما يوجد بالقرب من مجموعتنا المحلية عدد من مجموعات المجرات الأخرى، وهذه تشكل مع مجموعتنا المحلية ما يسمى بالعنقود المجري، ولكنه لا يزال عنقود مجري محلي، إذ يوجد في الكون الآلاف من العناقيد المجرية.
والصورة المجاورة تبين أحد العناقيد المجرية. إن أقرب عنقود مجري لنا هو عنقود العذراء المجري وتعتبر مجموعتنا المحلية على حافته. ويبعد هذا التشكيل العظيم عنا نحو 53 مليون سنة ضوئية.
كما تبين المشاهدة العميقة أو البعيدة للكون أن عناقيد المجرات تشكل تجمعات أكبر، وقد أطلق العلماء على تلك التجمعات الهائلة من العناقيد المجرية مصطلح العناقيد المجرية الهائلة.

## مجموعات المجرات

المجموعة المحلية Local Goup
ويبلغ قطرها 20 مليون سنة ضوئية، أما عنقود Virgo (تجمع مجرات العذراء) وعنقود مجرات Fornax فتبعد عنا نحو 60 مليون سنة ضوئية. ويشكل كل ذلك التجمع واحد من العناقيد الهائلة للمجرات (super clusters).

تسمى التجمعات الصغيرة من المجرات والتي تحتوي على أقل من 50 مجرة مجموعة مجرات، ويبلغ نصف قطر حجمها مجتمعة نحو 10 مليون سنة ضوئية . ويبلغ كتلة المجموعة نحو 1013 كتلة شمسية، وتتحرك المجرات بالنسبة لبعضها البعض بسرعات تصل إلى 150 كيلومتر في الثانية، وأحيانا لا توجد حدود واضحة فاصلة بين مجرات المجموعة المجرية.
وتنتسب مجرتنا أيضا إلى مجموعة من المجرات القريبة تسمىالمجموعة المحلية Local group، تنتمي إليها المجرة الحلزونية الكبيرة المرأة المسلسلة (اندروميدا) أو M 31 وكذلك مسييه 33 وعدد أخر من المجرات الصغيرة التابعة مثل سحابة ماجلان الكبرى وسحابة ماجلان الصغرى المجاورتان لمجرتنا وتبعدان عن مجرتنا نحو 150.000 سنة ضوئية. مجرة المرأة المسلسلة أكبر من مجرتنا حيث تضم نحو 250 مليار نجم وتبعد عنا نحو 5و2 مليون سنة ضوئية.

## عناقيد المجرات
العنقود المجري يظهر كتجمع من مئات إلى آلاف المجرات. ولكن على الرغم من أن المجرات هي الأسهل رصدا الا انها في المتوسط تحتوي على اقل من 5% من مجموع كتلة العناقيد. وحسب تصور الفلكيين حاليا تكمن بقية كتلة عناقيد المجرات في المادة المظلمة (حوالي 25%) وفيما يسمى طاقة مظلمة (نحو 70 %). ولم يعثر على المادة المظلمة بعد رغم أكتشاف تأثيرها منذ عقد السبعينيات في القرن العشرين. كذلك لا يزال العلماء يبذلون الجهد لتفسير الطاقة المظلمة. بالنسبة إلى المادة المظلمة فيأمل العلماء في الحصول عن معلومات عنها من خلال تجارب يجريها الفيزيائيون على مصادم الهادرونات الكبير المبني تحت الأرض على الحدود بين سويسرا وفرنسا ويعمل به نحو 4000 من العلماء المتخصصين في الجسيمات دون الذرية.
ويوجد بالقرب من مجموعتنا المحلية عدد من عناقيد المجرات، وأهم تلك العناقيد عنقود العذراء المجري وعنقود فورناكس المجري، ويبعد كل من ذلك العنقودين عن مجموعتنا المحلية نحو 60 مليون سنة ضوئية.